# Baltasar de Werle
Baltasar, señor de Werle-Güstrow (h. 1375 - 5 de abril de 1421) era Señor de Werle-Güstrow desde 1393 o 1394 a 1421 y el príncipe de Wenden desde 1418. Era el hijo mayor de Lorenzo de Werle y Matilde de Werle-Goldberg (m. antes del 17 de diciembre de 1402).
Después de la muerte de su padre en 1393 o 1394, inicialmente gobernó Werle-Güstrow en solitario, pero probablemente junto con su hermano Juan VII desde el 11 de diciembre de 1395 y desde el 1.º de mayo de 1401 con su hermano Guillermo. Desde el 1.º de mayo de 1418, los hermanos se llamaron a sí mismo Príncipes de Wenden después de que ellos encontraran evidencia de linaje real en las crónicas del obispo Otón de Havelberg.
Baltasar murió el 5 de abril de 1421 y fue enterrado en la catedral de Güstrow.
Estuvo comprometido con Inés, hija del duque Boleslao VI de Pomerania, pero nunca se casaron. Se casó en primer lugar el 18 de octubre de 1397 con Eufemia (m. 16 de octubre de 1417), hija del duque Magnus I de Mecklemburgo. Más tarde se casó con Heilwig, hija del conde Gerardo VI de Holstein-Rendsburg (m. antes de 1436).  Heilwig más tarde se casó con Teodorico de Oldemburgo.
No se conocen hijos de Baltasar.